# Friedrich Heiler
Friedrich Heiler (30. ledna 1892 – 18. dubna 1967) byl německý religionista a filozof náboženství. Je jedním z nejvýznamnějších představitelů konfesijní religionistiky

## Život
Heiler pocházel z rodiny římských katolíků. Narodil se v Mnichově, kde se věnoval studiu orientalistiky, teologie a filosofie. Roku 1917 zde ukončuje studia a začíná zde působit jako lektor. Roku 1920 opouští místo v Mnichově a začíná působit jako profesor srovnávacích dějin náboženství na univerzitě v Marburku. V této době se setkává s Nathanem Söderblomem, který na něj měl velký vliv. Díky Söderblomovi přestává být katolíkem a uchyluje se k ekumenistické myšlence. Söderblom ho seznamuje s Rudolfem Ottem, se kterým položili základ religionistiky na Marburské univerzitě. Po 2. světové válce se zapojil do restrukturalizace univerzity jako děkan filosofické fakulty. V roce 1960 byl pověřen vedením X. kongresu Association for the Study of the History of Religion (Mezinárodní asociace pro studium dějin náboženství) (IASHR) (dnes IHAR). Tento kongres byl jedním z nejzásadnějších v dějinách organizace, zejména díky svému zaměření na metodologické postupy ve srovnávací religionistice. V roce 1962 se Heiler vrací do Mnichova, kde pět let na to umírá.

## Dílo
Heilerovo dílo se zaměřuje na fenomenologii náboženství. Tu považoval za základ komparativní religionistiky. Snažil se také o adekvátní typologii náboženství, která by byla východiskem srovnávací religionistiky.
Heiler nabídl svůj koncept systematiky religionistiky. Za nejdůležitější považuje fenomenologii náboženství, kterou doplňuje psychologie náboženství a sociologie náboženství. Fenomenologie náboženství společně s těmito obory se mají dobrat podstaty náboženství. „Korunkou religionistiky“ pak měla být filozofie náboženství.